# Ctenitis pedicellata
Ctenitis pedicellata är en träjonväxtart som först beskrevs av Christ, och fick sitt nu gällande namn av Edwin Bingham Copeland. Ctenitis pedicellata ingår i släktet Ctenitis och familjen Dryopteridaceae. Inga underarter finns listade.